# Leonard Rowntree
Leonard Rowntree (n. 1883 – d. 1959) a fost un  medic canadian și cercetător medical care a fost creditat cu fondarea tradiției de cercetare la Clinica Mayo.  El este cel mai bine cunoscut pentru cercetarea de pionierat a rinichilor, inclusiv testul Rowntree pentru funcția renală; dializă; pielograma intravenoasă și plasmafereza. Rowntree a primit Medalia pentru Merit în 1946.

## Primii ani
Rowntree s-a născut în Londra, Ontario în 1883. A intrat la facultatea de medicină Universitatea din Western Ontario în 1901, absolvind în 1905 cu medalia de aur. El a fost intern la Spitalul Victoria și apoi a intrat în practica generală în Camden, New Jersey. Un an mai târziu, el a participat la o prelegere ținută de William Osler în Philadelphia. L-a abordat pe Osler în legătură cu cariera sa.

## Cariera academică
Osler l-a recomandat pe Rowntree la Spitalul Johns Hopkins unde a lucrat cu John J. Abel, un farmacolog proeminent. Abel l-a prezentat ftaleina, din care el și J. T. Geraghty au dezvoltat testul Rowntree al funcției renale. Cu Norman Keith din Toronto, Rowntree a inventat o metodă de calculare a volumului de sânge și plasmă folosind o metodă de diluare a colorantului roșu. Abel și Rowntree au dezvoltat, de asemenea, primul rinichi artificial, cunoscut și sub numele de dializă, în 1913. Din 1915 până în 1918, Rowntree a fost șef de medicină la Universitatea din Minnesota. Anul următor, echipa a descris plasmafereza. În 1918, s-a înrolat în Armata SUA, unde a condus studii de medicina aviației. În acel an William James Mayo i-a salvat viața efectuându-i o intervenție chirurgicală pentru un ulcer perforat. În 1920, Rowntree a fost făcut șef de secție și profesor de medicină al Fundației Mayo. El a recrutat ceea ce a devenit cunoscut sub numele de "grupul Rowntree" la Clinica Mayo inclusiv Norman Keith din Toronto, Samuel Amberg din Chicago și Reginald Fitz din Boston, toți fiind colaboratori cu grupul său de la Hopkins, și mai târziu Henry Helmholtz, George Brown, Walter Alvarez, Russell Wilder, Stanley McVicar, Albert M. Snell, Jay Bargen, Carl Greene, Philip Hench, Bayard Horton. În timpul celor 12 ani petrecuți la clinică, a publicat peste 100 de articole, în principal în domeniile bolilor endocrine, metabolismului apei și hepatologiei, inclusiv tratamentul bolii Addison cu extracte suprarenale  și tehnica radiologică pentru a radiografia rinichii cunoscută sub numele de pielograma intravenoasă Rowntree left the Mayo clinic in 1932 to continue his illustrious career in medicine as director of the Philadelphia Institute for Medical Research.

## Istoria medicinei
În 1911, Rowntree a explorat locurile vieții lui James Parkinson. El a comentat că Parkinson a fost uitat, chiar dacă el a descris starea eponim cunoscut sub numele de boala Parkinson Viața lui Rowntree de James Parkinson a fost baza de biografii de atunci.

## Premii și distincții
Rowntree a fost ales membru de onoare al Harvey Club of London în 1922. Universitatea din Western Ontario i-a acordat o diplomă onorifică de doctor în științe în 1916 și a stabilit premiul anual Rowntree pentru cel mai bun eseu despre istoria medicinei de către un student la medicină. În 1944, el a câștigat Medalia Banting a American Diabetes Association. În 1946, președintele Harry Truman i-a acordat lui Rowntree Medal for Merit (Medalia pentru merit) pentru activitatea sa ca șef al diviziei medicale a Sistemului de servicii selective din 1940 până în 1945.